# Matt Lanter
Matthew Mackendree "Matt" Lanter (Massillon, 1 de Abril de 1983) é um actor e modelo americano mais conhecido pelo seu papel como Liam Court no seriado 90210, do canal americano The CW. Matt também é conhecido por dar voz a Anakin Skywalker na animação Star Wars: A Guerra dos Clones, e pela participação na série Commander In Chief, da ABC.

## Vida Pessoal
Matt Lanter nasceu em Ohio, mas mudou-se para Atlanta, em 1991 quando tinha apenas oito anos. Praticou vários desportos, entre eles golfe e futebol americano, terminou seus estudos no ano de 2001 e ingressou na Universidade da Geórgia. Na universidade, o interesse de Matt em cinema e televisão desenvolveu-lhe um forte desejo de atuar. Decidiu-se mudar para Los Angeles e seguir seu sonho de ser ator.
Lanter se casou com sua namorada de longa data, Angela Stacy, em 14 de junho de 2013. Os dois estavam em um relacionamento desde 2009. Eles tiveram seu primeiro filho, filha MacKenlee Faire Lanter, em 30 de dezembro de 2017.

## Carreira
Logo depois de sua mudança, Matt conseguiu um papel na série Point Pleasant e também participou de 8 Simple Rules e Big Love, assim como fez trabalhos como modelo. Em 2005, participou do elenco regular da série Commander In Chief, porém o show foi cancelado com apenas 18 episódios.
Em 2009, ele começou um importante papel recorrente na série 90210 da The CW, interpretando Liam Court. Em setembro de 2009, ele foi anunciado como personagem principal da segunda temporada. A série é uma sequência da série dramática adolescente dos anos 1990 Beverly Hills, 90210. Em março de 2010, ele assinou contrato para outro projeto de paródia com Jason Friedberg e Aaron Seltzer, Vampires Suck da 20th Century Fox.  
Ele interpretou Edward Sullen, uma paródia de Edward Cullen da saga Crepúsculo. O filme foi lançado em 18 de agosto de 2010.
Em 5 de março de 2013, Lanter foi escalado como co-estrela na série dramática de ficção científica da CW, Star-Crossed (originalmente intitulada Oxygen), ao lado de Aimee Teegarden. Star-Crossed é sobre um romance entre uma garota humana (Teegarden) e um garoto alienígena (Lanter) quando ele e seis outros de sua espécie são integrados a uma escola secundária suburbana 10 anos depois de pousarem na Terra e serem enviados para um campo de internamento.
Em 2016, Lanter começou a interpretar o papel de Wyatt Logan na série da NBC Timeless. Sua segunda temporada foi transmitida no início de 2018, mas a série não foi renovada pela NBC.
Em 11 de fevereiro de 2019, foi anunciado que Lanter foi escalado como George Hutchence na série de super-heróis da Netflix, Jupiter's Legacy. Em 13 de dezembro de 2019, ele interpretou Davan, um soldado da Nova República, no episódio de The Mandalorian "Capítulo 6: The Prisoner".

## Filmografia

### Filmes
| Ano  | Título                             | Papel                        | Notas |
| ---- | ---------------------------------- | ---------------------------- | ----- |
| 2004 | Bobby Jones: Stroke of Genius      | Bobby Jones's caddy          |       |
| 2008 | WarGames: The Dead Code            | Will Farmer                  |       |
| 2008 | [Star Wars: The Clone Wars]]       | Anakin Skywalker (voice)     |       |
| 2008 | Disaster Movie                     | Will Clayton                 |       |
| 2009 | Sorority Row                       | Kyle Tyson                   |       |
| 2010 | Vampires Suck                      | Edward Sullen                |       |
| 2011 | The Roommate                       | Jason Tanner                 |       |
| 2012 | Secret of the Wings                | Sled (voz)                   |       |
| 2013 | Liars All                          | Mike                         |       |
| 2015 | Justice League: Throne of Atlantis | Arthur Curry / Aquaman (voz) |       |
| 2015 | Star Wars: The Force Awakens       | Vozes adicionais             |       |
| 2016 | USS Indianapolis: Men of Courage   | Brian "Bama" Smithwick       |       |
| 2017 | Pitch Perfect 3                    | Chicago Walp                 |       |
| 2018 | The Death of Superman              | Arthur Curry / Aquaman (voz) |       |
| 2020 | Justice League Dark: Apokolips War | Arthur Curry / Aquaman (voz) |       |
| 2020 | Chasing the Rain                   | Eric                         |       |

### Televisão
| Ano             | Título                                          | Papel                                                                                                  | Notas                                           |
| --------------- | ----------------------------------------------- | --- | ----------------------------------------------- |
| 2004            | Manhunt                                         | Ele mesmo                                                                                              | Participante                                    |
| 2005            | 8 Simple Rules                                  | Brendon                                                                                                | Episódio: "The After Party"                     |
| 2005            | Point Pleasant                                  | Nick                                                                                                   | 3 episódios                                     |
| 2005–2006       | Commander in Chief                              | Horace Calloway                                                                                        | Papel principal                                 |
| 2006            | Big Love                                        | Gibson                                                                                                 | Episódio: "Eviction"                            |
| 2006            | Heroes                                          | Brody Mitchum                                                                                          | Papel recorrente                                |
| 2006            | Shark                                           | Eddie Linden                                                                                           | 3 episodes                                      |
| 2007            | CSI: Crime Scene Investigation                  | Ryan Lansco                                                                                            | Episódio: "Fallen Idols"                        |
| 2007            | Monk                                            | Clay Bridges                                                                                           | Episódio: "Mr. Monk and the Birds and the Bees" |
| 2007            | Grey's Anatomy                                  | Adam Singer                                                                                            | Episódio: "The Heart of the Matter"             |
| 2007            | Judy's Got a Gun                                | Isaac Prentice                                                                                         | Filme televisivo                                |
| 2008            | The Cutting Edge: Chasing the Dream             | Zack Conroy                                                                                            | Filme televisivo                                |
| 2008            | Life                                            | Patrick Bridger                                                                                        | Episódio: "Everything... All the Time"          |
| 2008            | The Oaks                                        | Mike                                                                                                   | Episódio: "Pilot"                               |
| 2008–2014, 2020 | Star Wars: The Clone Wars                       | Anakin Skywalker (voz)                                                                                 | 95 episódios                                    |
| 2009–2013       | 90210                                           | Liam Court                                                                                             | Papel principal                                 |
| 2012            | Scooby-Doo! Mystery Incorporated                | Baylor Hotner (voz)                                                                                    | 3 episódios                                     |
| 2012            | The High Fructose Adventures of Annoying Orange | Matt the Pear                                                                                          | Episódio: "Generic Holiday Special"             |
| 2012–2017       | Ultimate Spider-Man                             | - Harry Osborn / Patrioteer, - Flash Thompson / Agent Venom, - Venom, Garra Sônica, Anti-Venom - (voz) | 46 episódios                                    |
| 2014            | Star-Crossed                                    | Roman                                                                                                  | Papel principal                                 |
| 2015            | The Astronaut Wives Club                        | Edward White                                                                                           | 3 episódios                                     |
| 2015            | CSI: Cyber                                      | Tristan Jenkins                                                                                        | Episódio: "Corrupted Memory"                    |
| 2016            | Star Wars Rebels                                | Anakin Skywalker (voz)                                                                                 | 2 episodes                                      |
| 2016–2018       | Timeless                                        | Wyatt Logan                                                                                            | Papel principal                                 |
| 2017–2018       | Star Wars Forces of Destiny                     | Anakin Skywalker / Boushh (voz)                                                                        | 6 episodes                                      |
| 2019            | Avengers Assemble                               | Winter Soldier / Repórter (voz)                                                                        | Episode: "Vibranium Curtain: Part One"          |
| 2019            | The Mandalorian                                 | New Republic Soldier Davan                                                                             | Episódio: "Chapter 6: The Prisoner"             |
| 2020            | Lego Star Wars Holiday Special                  | Anakin Skywalker (voz)                                                                                 |                                                 |
| 2021            | Jupiter's Legacy                                | George Hutchence                                                                                       | Papel principal                                 |

### Videojogos
- Star Wars: The Clone Wars - Lightsaber Duels - Anakin Skywalker
- Star Wars: The Clone Wars – Jedi Alliance - Anakin Skywalker
- Star Wars: The Clone Wars - Republic Heroes - Anakin Skywalker